# Паркер, Уильям, 1-й баронет Шенстон
Сэр Уильям Паркер, 1-й баронет Шенстон (англ. sir William Parker, 1st Baronet, of Shenstone, 1 декабря 1781 — 13 ноября 1866) — британский адмирал флота, Первый морской лорд, кавалер Большого Креста Ордена Бани.
Его отец Джордж был вторым сыном судьи сэра Томаса Паркера. Племянником сэра Томаса, через брак с дочерью Мартой, был граф Сент-Винсент. Уильям приходится родственником предыдущему адмиралу Уильяму Паркеру (1743—1802).

## Служба
Уильям начал службу на флоте в 1793 на HMS Orion, слугой у капитана Джона Томаса Дакворта. Orion входил во Флот Канала, и под началом лорда Хоува был при Славном Первом июня. Когда капитан Дакворт получил назначение на HMS Leviathan, Паркер последовал за ним и отправился в Вест-Индию. Там Дакворт назначил его исполняющим обязанности лейтенанта на фрегат HMS Magicienne. В мае 1798 года он был назначен на HMS Queen, флагман адмирала Хайд Паркера (младшего), а 1 мая 1799 года — исполняющим обязанности капитана HMS Volage. В этом качестве он крейсировал в Мексиканском заливе и у берегов Кубы.
В 1800 году вернулся в Англию и почти год провёл в Северном море в составе блокадной эскадры. В октябре 1801 года официально произведён в капитаны. В ноябре принял фрегат HMS Amazon, которым и командовал почти 11 лет. Был приписан к флоту адмирала Нельсона, с которым в 1805 году направился в Вест-Индию в погоне за флотом де Вильнёва. Но Нельсон отрядил его в крейсерство, и при Трафальгаре он не был. Позже вошёл в состав эскадры Уоррена, с которой участвовал в разгроме и пленении французской эскадры во главе с Marengo.
После этого почти без перерыва находился в море, большей частью у берегов Испании и Португалии, вплоть до января 1812 года, когда Amazon был выведен в резерв.
Паркер купил поместье Шенстон (под Личфилдом) и последующие 15 лет провёл на берегу. Однако в 1827 году вернулся к службе капитаном HMS Warspite, и в 1828 году был старшим Морейской эскадры. В декабре того же года был назначен капитаном королевской яхты. 22 июля 1830 года произведён в контр-адмиралы и в апреле 1831 года назначен заместителем командующего в Канале Эдварда Кодрингтона. В сентябре 1831 года вышел в самостоятельное плавание на HMS Asia к устью Тахо, где защищал британские интересы во время гражданской войны в Португалии.
По возвращении в Англию назначен Вторым морским лордом. В 1841 году оставил службу в Адмиралтействе, получив назначение главнокомандующим в Китай. Отправился в Гонконг и 10 августа 1841 года вступил в командование. Эскадра последовательно захватила Амой, Нинбо, Усунь, Шанхай, наконец Чан-Кань-Фу, и 12 июля 1842 года перекрыла вход в Великий канал.
В 1843 года Паркер был награждён Большим крестом Ордена Бани, в 1844 году получил пенсию за примерную службу, а в 1841 — пожалован баронетом. В ноябре того же года был произведён в вице-адмиралы, а в 1845 году — назначен главнокомандующим Средиземноморским флотом. В 1846 году — кратковременно Первый морской лорд. В том же году, принимая во внимание его знание Португалии и местной политики, назначен командовать Флотом Канала, однако в 1848 году был возвращён на Средиземное море. В 1852 году дослужился до адмирала и вернулся в Англию.
Продолжал активную службу, консультировал по многим проектам. В 1863 году стал адмиралом флота. Умер 13 ноября 1866 года в собственном доме от осложнения бронхита. Похоронен на кладбище близлежащей церкви. В соборе Личфилда ему установлен памятник.